# Skorpions Varese 2006
Questa voce raccoglie le informazioni riguardanti gli Skorpions Varese nelle competizioni ufficiali della stagione 2006.

## Roster
| Roster degli Skorpions Varese (2006) |
| --- |
| Quarterback - 5 Davide Acquati - 9 Marco Castellanza - 15 Stefano Fantauzzi - 19 Paolo Zanella Running Back - 4 Paolo Ambrosetti - 22 Cristian Bianchi - 24 Fabrizio Paltani - 27 Fabio Drigo - 34 William Petrone - 44 Luca Aletti - -- Enzo Petrillo Wide Receiver - 1 Miguel Angel Garnica Gallardo - 5 Alessandro Barbero - 80 Sem Molinari - 81 Alberto Malomo - 82 Fabio Formaggia - 85 Giovanni Lolli Cerone - 88 Andrea Crugnola - -- Davide Foti Tight End - 83 Antonio Raffaele TE/K - -- Andrea Tosi Offensive Linemen - 3 Cristiano Cerrone OL/RB - 54 Massimiliano Sala - 55 Claudio Marsegan OL/DL - 66 Mauro Goldin OT - 69 Andrea Scola - 71 Leonardo Galvan OG/K - 74 Giancarlo Annoni - 78 Marco Gallon OT Defensive Linemen - 51 Sergio Raffaele - 51 Massimo D'Alessandra DL/OL - 56 Luca Cova - 58 Jerry Petrone - 67 Tiziano Marini - 73 Simone Cova - 77 Mirko Viola - 93 Silvio Ornati - 95 Andrea Balduzzi - -- Alessandro Tazzioli - -- Claudio Ortica DL/LB - -- Igor Petrillo Linebacker - 1 Dario Castellanza - 19 Mauro Bizzaro LB/DB - 27 Marco Aletti - 42 Brando Casucci LB/DB - 52 Christian Gaiga - 55 Luigi Raffaele Defensive Back - 2 \ Peter Ferlemann - 6 Massimo Filomena - 7 Daniele Donati - 16 Omar Frontini - 17 Calogero Consiglio - 21 Matteo Grazioli - 23 Matteo Pianezzola - 25 Walter Talone - 34 Andrea Cecco - 37 Nicolò Moruzzi CB/P - -- Simone Todisco Special Team Coaching staff - Andrea Vecchi |

## Campionato Serie A2 NFLI 2006

### Regular season
| Varese 12 marzo 2006, ore week 1 | Skorpions Varese | 32 – 6 (7-0 12-0 6-0 7-6)               | Centurions Alessandria | Campo Varese Giovanile, via Majano |
| \| \| \| \| \| Bianchi C. Q1 (TD) 4yd run Galvan L. Q1 (pat) Zanella P. Q2 (TD) 4yd run Molinari S. Q2 (TD) 16yd pass da Zanella P. Molinari S. Q3 (TD) 10yd pass da Zanella P. Paltani F. Q4 (TD) 15yd run Galvan L. Q4 (pat) \| Marcatori \| Scarazzini Q4 (TD) 40yd pass da Panzini \| |                  |                                         |                        |                                    |
| |                  |                                         |                        |                                    |
| Bianchi C. Q1 (TD) 4yd run Galvan L. Q1 (pat) Zanella P. Q2 (TD) 4yd run Molinari S. Q2 (TD) 16yd pass da Zanella P. Molinari S. Q3 (TD) 10yd pass da Zanella P. Paltani F. Q4 (TD) 15yd run Galvan L. Q4 (pat)                                                                           | Marcatori        | Scarazzini Q4 (TD) 40yd pass da Panzini |                        |                                    |

| Gorla Minore 19 marzo 2006, ore 14:30 CEST week 2 | Blue Storms Gorla Minore | 0 – 22 (7-0 3-0 0-0 12-0) | Skorpions Varese | C.S. Comunale, via Petrarca |
| \| \| \| \| \| \| Marcatori \| Bianchi C. Q1 (TD) 8yd run Galvan L. Q1 (pat) Galvan L. Q2 (FG) 22yd field goal Molinari S. Q4 (TD) 21yd pass da Castellanza M. Ambrosetti P. Q4 (TD) 33yd run \| |                          | |                  |                             |
| |                          | |                  |                             |
| | Marcatori                | Bianchi C. Q1 (TD) 8yd run Galvan L. Q1 (pat) Galvan L. Q2 (FG) 22yd field goal Molinari S. Q4 (TD) 21yd pass da Castellanza M. Ambrosetti P. Q4 (TD) 33yd run |                  |                             |

| Varese 26 marzo 2006, ore week 3 | Skorpions Varese | 17 – (7-0 3-0 7-0 0-6)              | Falcons Milano | Campo Varese Giovanile, via Majano |
| \| \| \| \| \| Formaggia F. Q1 (TD) 18yd pass da Molinari S. Galvan L. Q1 (pat) Galvan L. Q2 (FG) 37yd field goal Bianchi C. Q3 (TD) 10yd run Galvan L. Q3 (pat) \| Marcatori \| Merighi Q4 (TD) 6yd pass da Candela \| |                  |                                     |                |                                    |
| |                  |                                     |                |                                    |
| Formaggia F. Q1 (TD) 18yd pass da Molinari S. Galvan L. Q1 (pat) Galvan L. Q2 (FG) 37yd field goal Bianchi C. Q3 (TD) 10yd run Galvan L. Q3 (pat)                                                                       | Marcatori        | Merighi Q4 (TD) 6yd pass da Candela |                |                                    |

| Varese 2 aprile 2006, ore week 4 | Skorpions Varese | 18 – 0 (6-0 6-0 0-0 6-0) | Crusaders Cagliari | Campo Varese Giovanile, via Majano |
| \| \| \| \| \| Crugnola A. Q1 (TD) 14yd pass da Castellanza M. Crugnola A. Q2 (TD) 24yd pass da Castellanza M. Petrone W. Q4 (TD) 1yd run \| Marcatori \| \| |                  |                          |                    |                                    |
| |                  |                          |                    |                                    |
| Crugnola A. Q1 (TD) 14yd pass da Castellanza M. Crugnola A. Q2 (TD) 24yd pass da Castellanza M. Petrone W. Q4 (TD) 1yd run                                   | Marcatori        |                          |                    |                                    |

| Sarzana 8 aprile 2006, ore week 5 | Red Jackets Luni | 8 – 35 (13-0 3-0 6-0 9-8) | Skorpions Varese | Campo Berghini |
| \| \| \| \| \| Cannatella Q4 (TD) 1yd run Tarroni Q4 (tpc) \| Marcatori \| Bianchi C. Q1 (TD) 3yd run Galvan L. Q1 (pat) Bianchi C. Q1 (TD) 17yd run Raffaele A. Q2 (TD) 9yd pass da Castellanza M. Galvan L. Q2 (pat) Petrone W. Q3 (TD) 1yd run Petrone W. Q4 (TD) 1yd run Galvan L. Q4 (FG) 26yd field goal \| |                  | |                  |                |
| |                  | |                  |                |
| Cannatella Q4 (TD) 1yd run Tarroni Q4 (tpc) | Marcatori        | Bianchi C. Q1 (TD) 3yd run Galvan L. Q1 (pat) Bianchi C. Q1 (TD) 17yd run Raffaele A. Q2 (TD) 9yd pass da Castellanza M. Galvan L. Q2 (pat) Petrone W. Q3 (TD) 1yd run Petrone W. Q4 (TD) 1yd run Galvan L. Q4 (FG) 26yd field goal |                  |                |

| San Vittore Olona 30 aprile 2006, ore week 6 | Frogs Legnano | 0 – 20 (7-0 0-0 6-0 6-0) | Skorpions Varese | Campo G. Malerba |
| \| \| \| \| \| \| Marcatori \| Aletti M. Q1 (TD) 78yd interception return Bianchi C. Q1 (tpc) rush Barbero A. Q3 (TD) 1yd run Raffaele A. Q4 (TD) 10yd run \| |               | |                  |                  |
| |               | |                  |                  |
| | Marcatori     | Aletti M. Q1 (TD) 78yd interception return Bianchi C. Q1 (tpc) rush Barbero A. Q3 (TD) 1yd run Raffaele A. Q4 (TD) 10yd run |                  |                  |

| Varese 7 maggio 2006, ore week 7 | Skorpions Varese | 45 – 0 (6-0 16-0 8-0 6-0) | Pirates Savona | Campo Varese Giovanile, via Majano |
| \| \| \| \| \| Bianchi C. Q1 (TD) 4yd run Petrone W. Q2 (TD) 1yd run Aletti M. Q2 (tpc) pass Petrone W. Q2 (TD) 8yd run Barbero A. Q2 (tpc) pass Bianchi C. Q3 (TD) 3yd run Bianchi C. Q3 (tpc) rush Petrone W. Q4 (TD) 6yd run Bianchi C. Q4 (tpc) rush Raffaele A. Q4 (TD) 4yd pass da Castellanza M. Galvan L. Q4 (pat) \| Marcatori \| \| |                  |                           |                |                                    |
| |                  |                           |                |                                    |
| Bianchi C. Q1 (TD) 4yd run Petrone W. Q2 (TD) 1yd run Aletti M. Q2 (tpc) pass Petrone W. Q2 (TD) 8yd run Barbero A. Q2 (tpc) pass Bianchi C. Q3 (TD) 3yd run Bianchi C. Q3 (tpc) rush Petrone W. Q4 (TD) 6yd run Bianchi C. Q4 (tpc) rush Raffaele A. Q4 (TD) 4yd pass da Castellanza M. Galvan L. Q4 (pat)                                   | Marcatori        |                           |                |                                    |

### Playoff
| Tradate 27 maggio 2006, ore Quarti di Finale | Skorpions Varese | 19 – 18 (0-6 6-6 7-0 6-6)                                              | Falcons Milano | C.S. Comunale |
| \| \| \| \| \| Bianchi C. Q2 (TD) 9yd run Paltani F. Q3 (TD) 10yd run Galvan L. Q3 (pat) Paltani F. Q4 (TD) 23yd run \| Marcatori \| Arioli Q1 (TD) 4yd run Arioli Q2 (TD) 7yd run Candela Q4 (TD) 16yd run \| |                  |                                                                        |                |               |
| |                  |                                                                        |                |               |
| Bianchi C. Q2 (TD) 9yd run Paltani F. Q3 (TD) 10yd run Galvan L. Q3 (pat) Paltani F. Q4 (TD) 23yd run | Marcatori        | Arioli Q1 (TD) 4yd run Arioli Q2 (TD) 7yd run Candela Q4 (TD) 16yd run |                |               |

| Tradate 10 giugno 2006, ore Semifinale | Skorpions Varese | 20 – 14 OT (7-7 7-7 0-0 0-0 6-0 OT)                                                               | Airklim Panasonic Corsari Palermo | C.S. Comunale |
| \| \| \| \| \| Paltani F. Q3 (TD) 20yd run Galvan L. Q3 (pat) Petrone W. Q2 (TD) 2yd run Galvan L. Q2 (pat) Bianchi C. (OT) (TD) 1yd run \| Marcatori \| Di Salvo Q1 (TD) 78yd pass da Zappalà Zappalà Q1 (pat) Di Salvo Q2 (TD) 28yd run Zappalà Q2 (pat) \| |                  |                                                                                                   |                                   |               |
| |                  |                                                                                                   |                                   |               |
| Paltani F. Q3 (TD) 20yd run Galvan L. Q3 (pat) Petrone W. Q2 (TD) 2yd run Galvan L. Q2 (pat) Bianchi C. (OT) (TD) 1yd run | Marcatori        | Di Salvo Q1 (TD) 78yd pass da Zappalà Zappalà Q1 (pat) Di Salvo Q2 (TD) 28yd run Zappalà Q2 (pat) |                                   |               |

| Scandiano 27 maggio 2006, ore Silverbowl XIV | Hogs Reggio Emilia | 40 – 12 (14-0 14-0 12-0 0-12)                                              | Skorpions Varese | Stadio Andrea Torelli |
| \| \| \| \| \| Vaccari Q1 (TD) 18yd run Trenti Q1 (TD) 8yd run Amato Q1 (tpc) Vaccari Q2 (TD) 25yd run Lazzaretti Q2 (tpc) rush Trenti Q2 (TD) 46yd pass da Lazzaretti Vaccari Q3 (TD) 7yd run Artoni Q3 (TD) 40yd run \| Marcatori \| Raffaele A. Q4 (TD) 21yd pass da Castellanza M. Bianchi C. Q4 (TD) 3yd run \| |                    |                                                                            |                  |                       |
| |                    |                                                                            |                  |                       |
| Vaccari Q1 (TD) 18yd run Trenti Q1 (TD) 8yd run Amato Q1 (tpc) Vaccari Q2 (TD) 25yd run Lazzaretti Q2 (tpc) rush Trenti Q2 (TD) 46yd pass da Lazzaretti Vaccari Q3 (TD) 7yd run Artoni Q3 (TD) 40yd run | Marcatori          | Raffaele A. Q4 (TD) 21yd pass da Castellanza M. Bianchi C. Q4 (TD) 3yd run |                  |                       |

## Statistiche di squadra
| Competizione | %Vittorie | In casa | In casa | In casa | In casa | In casa | In casa | In trasferta | In trasferta | In trasferta | In trasferta | In trasferta | In trasferta | Totale | Totale | Totale | Totale | Totale | Totale |
| Competizione | %Vittorie | G       | V       | N       | P       | Pf      | Ps      | G            | V            | N            | P            | Pf           | Ps           | G      | V      | N      | P      | Pf     | Ps     |
| ------------ | --------- | ------- | ------- | ------- | ------- | ------- | ------- | ------------ | ------------ | ------------ | ------------ | ------------ | ------------ | ------ | ------ | ------ | ------ | ------ | ------ |
| Campionato   | 1.000     | 4       | 4       | 0       | 0       | 112     | 12      | 3            | 3            | 0            | 0            | 77           | 8            | 7      | 7      | 0      | 0      | 189    | 20     |
| Playoff      | .666      | 2       | 2       | 0       | 0       | 39      | 32      | 1            | 0            | 0            | 1            | 12           | 40           | 3      | 2      | 0      | 1      | 51     | 72     |
| Totale       | .900      | 6       | 6       | 0       | 0       | 151     | 44      | 4            | 3            | 0            | 1            | 89           | 48           | 10     | 9      | 0      | 1      | 240    | 92     |